# WTA-toernooi van Belgrado
Het WTA-toernooi van Belgrado was een eenmalig tennistoernooi voor vrouwen dat onderdeel was van het tennistoernooi van Belgrado en werd georganiseerd in de Servische hoofdstad Belgrado. De officiële naam van het toernooi was Serbia Ladies Open.
De WTA organiseerde het toernooi, dat in de categorie "WTA 250" viel en werd gespeeld op de gravelbanen van het Novak Tennis Center.
Een maand eerder werd op dezelfde locatie het ATP-toernooi van Belgrado voor de mannen gehouden.
In juli organiseerde de WTA op dezelfde locatie ook een toernooi in de categorie "WTA 125", onder de naam Belgrade Ladies Open.

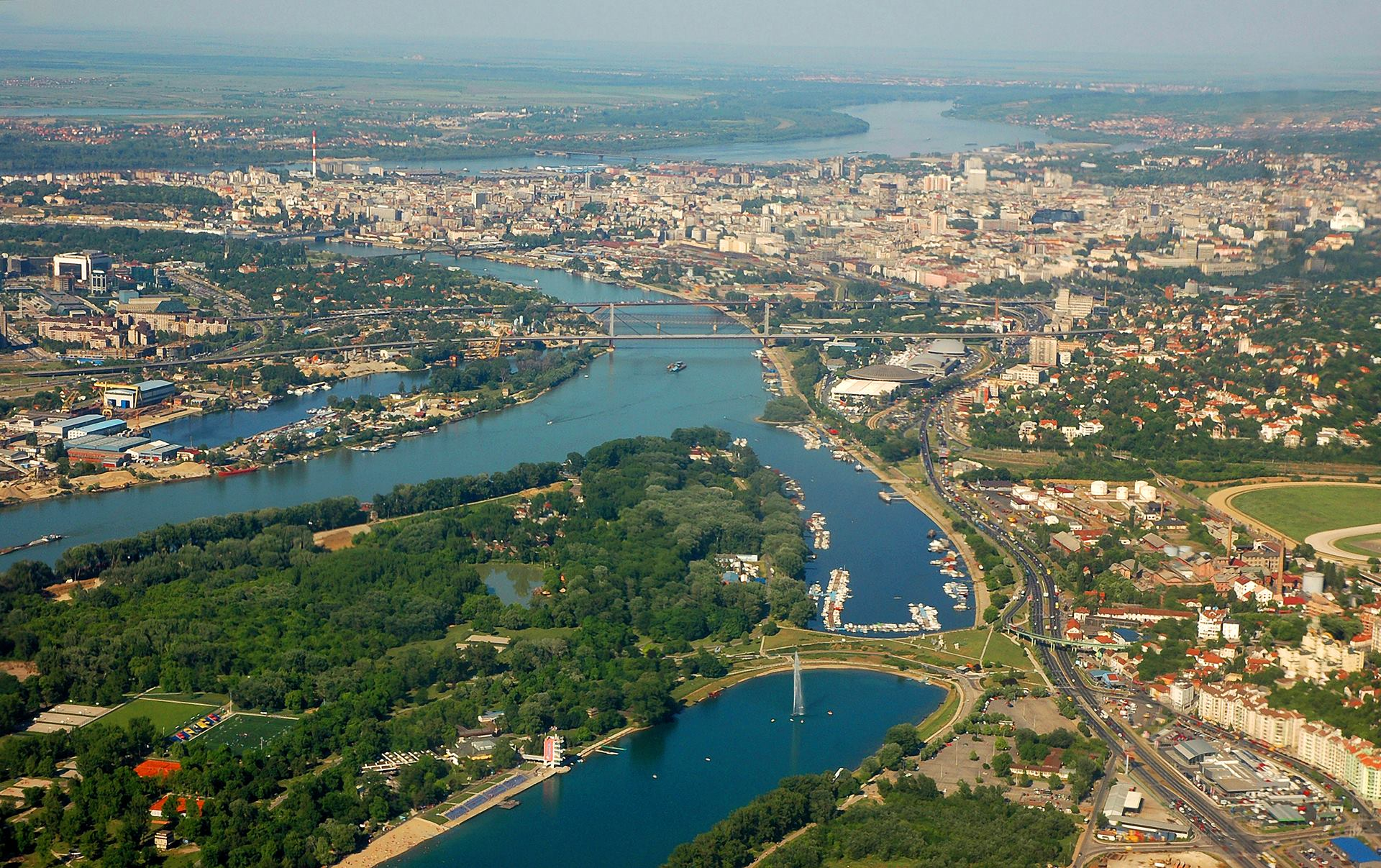
Belgrado vanuit de lucht

## Finales

### Enkelspel
| Datum      | Naam                 | Cat.    | ($)     | Ondergrond     | Winnares            | Verliezend finaliste | Uitslag        |         |
| ---------- | -------------------- | ------- | ------- | -------------- | ------------------- | -------------------- | -------------- | ------- |
| 2021-05-16 | Serbia Ladies Open   | WTA 250 | 235.238 | gravel, buiten | Paula Badosa Gibert | Ana Konjuh           | 6-2, 2-0, opg. | details |
| 2021-07-26 | Belgrade Ladies Open | WTA 125 | 115.000 | gravel, buiten | Anna Schmiedlová    | Arantxa Rus          | 6-3, 6-3       | details |

### Dubbelspel
| Datum      | Naam                 | Cat.    | ($)     | Ondergrond     | Winnaressen                       | Verliezend finalistes            | Uitslag  |         |
| ---------- | -------------------- | ------- | ------- | -------------- | --------------------------------- | -------------------------------- | -------- | ------- |
| 2021-05-16 | Serbia Ladies Open   | WTA 250 | 235.238 | gravel, buiten | Aleksandra Krunić Nina Stojanović | Greet Minnen Alison Van Uytvanck | 6-0, 6-2 | details |
| 2021-07-26 | Belgrade Ladies Open | WTA 125 | 115.000 | gravel, buiten | Volha Havartsova Lidzija Marozava | Aljona Fomina Jekaterina Jasjina | 6-2, 6-2 | details |